# Vorarlberger Eishockeyverband
Der Vorarlberger Eishockeyverband (kurz VEHV) ist die gemeinnützige Interessensvertretung aller Vereine des Bundeslandes Vorarlberg, deren Mitglieder aktiven Eishockeysport und Inlinehockeysport betreiben. Der VEHV ist autonomes Mitglied des Österreichischen Eishockeyverband (Kurzform ÖEHV) und dessen Satzungen untergeordnet. Die vollständige Vereinsbezeichnung lautet Landesverband Vorarlberg des Österreichischen Eishockeyverband.

## Geschichte und Zweck
Der VEHV wurde am 4. August 1954 als autonomer Landesverband des österreichischen Eishockeyverbands gegründet. Seine Aufgaben umfassen die Regelung, Beaufsichtigung und Förderung des Eishockeysports (Nachwuchs-, Leistungs- und Breitensport) und Inlinehockeysports in Vorarlberg, sowie die Vertretung des Vorarlberger Eishockey- und Inlinehockeysports im Verkehr mit dem ÖEHV und anderen Landesverbänden.

## Bisherige Präsidenten des VEHV
- 1996–2003: Werner Alfare
- 2004–2011: Wolfgang Urban
- 2012–2016: Gerold Konzett
- 2016–2018: Andreas Fussenegger
- 2018–2020: Simon Schwark[1][2]
- Okt. 2020 bis Mär. 2021: Position vakant[1][2]
- März 2021 bis Juni 2023: Reinhard Pierer
- seit Juli 2023: Florian Kleber (Spitzensport), Simon Schwark (Breitensport)

## Mitglieder
| Name                                 | Homepage                      | Gründung | Liga                                          | Status       |
| ------------------------------------ | ----------------------------- | -------- | --------------------------------------------- | ------------ |
| EHC Hard                             |                               | 1996     | VEHL1 VEHL2                                   | Schutzverein |
| EHC Lustenau                         | www.ehc-lustenau.at           | 1970     | Alps Hockey League VEHL1 VM U15 VM U13        | Mitglied     |
| SC Hohenems                          | www.h-sc.at                   | 1975     | Eliteliga VEHL1 VM U13                        | Schutzverein |
| Dornbirner Eishockey Club            | www.decbulldogs.at            | 1992     | Erste Bank Eishockey Liga VEHL1 VM U15 VM U13 | Mitglied     |
| EC hagn_leone Dornbirn               | -                             | -        | -                                             | Schutzverein |
| VEU Feldkirch                        | www.veu-feldkirch.at          | 1932     | Alps Hockey League VEHL1 VM U13               | Mitglied     |
| EHC Montafon                         | www.ehc-montafon.at           | 1995     | VEHL1 VEHL2 VM U13                            | Schutzverein |
| EC Bregenzerwald                     | www.ehcbregenzerwald.at       | 1985     | Alps Hockey League VEHL1                      | Mitglied     |
| Pioneers Vorarlberg                  |                               |          | ICE Hockey League                             | Mitglied     |
| EHC Skorpions 1999 Lustenau          | www.ehc-skorpions-lustenau.at | 1999     | VEHL2                                         | Schutzverein |
| HC Samina Rankweil                   | www.hc-rankweil.com           | 1932     | VEHL2                                         | Schutzverein |
| Dragon Scorpions EC (EC Emser Ducks) |                               |          |                                               | Schutzverein |
| EHC Linde Lions Lustenau             |                               |          |                                               | Schutzverein |
| Ländle Para Ice Hockey               |                               |          |                                               | Schutzverein |

## Organisationsstruktur
Der Vorarlberger Eishockeyverband organisiert die Landesligen VEHL1 - 4 sowie die Vorarlberger Nachwuchsmeisterschaften U14, U11, U9 und U7 in verschiedenen Ausführungen (LTP, Längs/Quer).
Die höchste (mitorganisierte) Liga im Landesbereich Vorarlberg, ist die Eliteliga, die gemeinsam mit dem Tiroler Eishockeyverband betrieben wird.

## Aktuell teilnehmende Vereine
| VEHL 1                                                                                                | VEHL 2 | VEHL 3 | VEHL 4 | U14-VM                                                                                            |
| --- | --- | --- | --- | ------------------------------------------------------------------------------------------------- |
| - EHC Montafon - Rheintal Future - EHC Ice Tigers Dornbirn - HC Walter Buaba Rankweil - SC Hohenems 2 | - HC Samina Rankweil - SC Feldkirch 2 - EHC Vaduz-Schellenberg - EHC Skorpions 1999 Lustenau - EHC Hard 2 „Die Eisböcke“ - EC Unatic Kings Dornbirn | - EHC Göfis - SC 2000 Lustenau - MTU Pirates Friedrichshafen - HC Torpedo Feldkirch - EHC Hard 3 - EHC Montafon 2 | - EC Ducks Hard - HC Nüziders - EC Montfort Rhinos - EC Unatic Kings Dornbirn 2 - HC Walter Buaba Rankweil 2 - EHC Eisflitzer Hohenems - EC Green Hornets Dornbirn - EHC Oberland - EHC Bad Hornets | - Dornbirner EC - EHC Lustenau - VEU Feldkirch - EV Lindau Islanders - EHC Montafon - SC Hohenems |

## Übersicht Platzierungen seit 2015/16

### VEHL 1
| Team                     | 2015/16 | 2015/16 | 2016/17 | 2016/17 | 2017/18 | 2017/18 | 2018/19 | 2018/19 | 2019/20 | 2019/20 |
| ------------------------ | ------- | ------- | ------- | ------- | ------- | ------- | ------- | ------- | ------- | ------- |
| HC Rankweil              |         |         |         |         | 2       | VF      |         |         |         |         |
| EHC Hard "Die Haie"      | 5       | -       | 6       | -       | 7       | HF      | 6       | -       | 7       | -       |
| EHC Montafon             | 1       | M       | 1       | M       | 1       | F       | 5       | -       | 3       | F       |
| SC Hohenems 2            | 6       | -       | 5       | -       | 3       | M       | 2       | HF      | 2       | HF      |
| SC Feldkirch             | 2       | HF      | 7       | -       | 6       | VF      | 4       | HF      | 4       | HF      |
| Bulldogs Dornbirn        | 3       | F       | 2       | F       | 4       | VF      |         |         |         |         |
| EHC Lustenau             |         |         |         |         | 5       | HF      | 1       | F       | 5       | -       |
| EHC Ice Tigers Dornbirn  | 4       | HF      | 3       | HF      | 8       | VF      | 7       | -       | 6       | -       |
| HC Walter Buaba Rankweil | 7       | -       | 4       | HF      | 9       | -       |         |         |         |         |
| DEC / ECB Juniors        |         |         |         |         |         |         | 3       | M       | 1       | M       |

### VEHL 2
| Team                        | 2015/16 | 2015/16 | 2016/17 | 2016/17 | 2017/18 | 2017/18 | 2018/19 | 2018/19 | 2019/20 | 2019/20 |
| --------------------------- | ------- | ------- | ------- | ------- | ------- | ------- | ------- | ------- | ------- | ------- |
| EHC Montafon 2              | 3       | HF      | 2       | M       | 1       | HF      | 7       | VF      | 8       | -       |
| EHC Hard 2 "Die Eisböcke"   |         |         | 8       | -       | 4       | VF      | 4       | HF      | 5       | -       |
| EHC Vaduz-Schellenberg      | 2       | M       | 1       | F       | 3       | M       | 5       | VF      | 3       | F       |
| Feldkirch Chiefs            | 1       | F       | 3       | HF      | 7       | VF      | 6       | F       |         |         |
| HC Röthis                   | 5       | -       | 7       | -       | 5       | F       | 8       | VF      |         |         |
| EHC Skorpions 1999 Lustenau | 4       | HF      | 6       | -       | 9       | -       | 10      | -       | 7       | -       |
| HC Montfortstädter Knights  |         |         |         |         | 2       | VF      | 1       | HF      | 2       | HF      |
| EHC Göfis                   |         |         |         |         | 8       | VF      |         |         |         |         |
| EC UNATIC Kings Dornbirn    | 7       | -       |         |         | 5       | HF      | 3       | VF      | 4       | HF      |
| HC SAT-1                    | 6       | -       | 5       | -       |         |         | 9       | -       |         |         |
| Bulldogs Dornbirn 2         |         |         | 4       | HF      |         |         |         |         |         |         |
| HC Walter Buaba Rankweil    |         |         |         |         |         |         | 2       | M       | 1       | M       |
| SC Feldkirch 2              |         |         |         |         |         |         |         |         | 6       | -       |

### VEHL 3
| Team                        | 2015/16 | 2015/16 | 2016/17 | 2016/17 | 2017/18 | 2017/18 | 2018/19 | 2018/19 | 2019/20 | 2019/20 |
| --------------------------- | ------- | ------- | ------- | ------- | ------- | ------- | ------- | ------- | ------- | ------- |
| Crashbulls Ravensburg       |         |         |         |         | 2       | HF      | 4       | M       | 8       | -       |
| SC 2000 Lustenau            |         |         |         |         | 1       | F       | 3       | F       | 1       | M       |
| EC Bad Hornets Feldkirch    | 5       | -       | 4       | HF      | 3       | M       | 2       | HF      | 4       | HF      |
| MTU Pirates Friedrichshafen |         |         |         |         | 5       | -       | 7       | -       | 3       | HF      |
| HC Torpedo Feldkirch        | 3       | HF      | 6       | -       | 4       | HF      | 6       | -       | 5       | -       |
| Bulldogs Dornbirn 2         |         |         |         |         | 6       | -       |         |         |         |         |
| EC Emser Ducks              |         |         | 5       | -       | 7       | -       |         |         |         |         |
| EC UNATIC Kings Dornbirn    |         |         | 1       | F       |         |         |         |         |         |         |
| EC UNATIC Kings Dornbirn    |         |         |         |         |         |         |         |         | 6       | -       |
| HC Montfortstädter Knights  | 2       | M       | 2       | M       |         |         |         |         |         |         |
| EHC Göfis                   | 1       | F       | 3       | HF      |         |         | 1       | HF      | 2       | F       |
| EHC Stiera Nenzing          | 4       | HF      |         |         |         |         |         |         |         |         |
| HC Snails Frastanz          | 6       | -       |         |         |         |         |         |         |         |         |
| EC Grizzlys Dornbirn        |         |         |         |         |         |         | 5       | -       |         |         |
| HC KRATZER Verputze Röthis  |         |         |         |         |         |         |         |         | 7       | -       |
| EHC Hard 3 "Eisböcke"       |         |         |         |         |         |         |         |         | 9       | -       |

### VEHL 4
| Team                       | 2015/16 | 2015/16 | 2016/17 | 2016/17 | 2017/18 | 2017/18 | 2018/19 | 2018/19 | 2019/20 | 2019/20 |
| -------------------------- | ------- | ------- | ------- | ------- | ------- | ------- | ------- | ------- | ------- | ------- |
| HC Nüziders                | 6       | -       | 5       | -       | 4       | HF      | 5       | -       | 5       | -       |
| EC Montfort Rhinos         | 5       | -       | 4       | HF      | 3       | HF      | 1       | HF      | 1       | F*      |
| EC Unatic Kings Dornbirn 2 |         |         | 3       | HF      | 2       | F       | 2       | HF      |         |         |
| KMT Grizzlys Dornbirn      | 2       | HF      | 1       | M       | 1       | M       |         |         |         |         |
| HC Samina Rankweil 2       |         |         |         |         | 6       | -       | 3       | M       | 3       | F*      |
| EHC Eisflitzer Hohenems    | 4       | HF      | 6       | -       | 5       | -       | 6       | -       | 6       | -       |
| EC Bad Hornets Feldkirch 2 | 7       | -       | 7       | -       | 7       | -       | 7       | -       | 7       | -       |
| Eishockey Club 97          | 1       | F       | 2       | F       |         |         |         |         |         |         |
| EC Emser Ducks             | 3       | M       |         |         |         |         | 4       | F       | 2       | HF      |
| ECB Wälder Groundhogs      |         |         |         |         |         |         |         |         | 4       | HF      |
| HC Bludenz                 |         |         |         |         |         |         |         |         | 8       | -       |

*Das dritte Finalspiel konnte aufgrund der COVID-19-Pandemie nicht ausgetragen werden, die Best-of-3 Finalserie endete beim Stand von 1:1 und es gab keinen Meister.

### Vorarlberger U15-Meisterschaft
| Team                      | 2015/16 | 2016/17 | 2017/18* | 2018/19 |
| ------------------------- | ------- | ------- | -------- | ------- |
| Dornbirner Eishockey Club | 2       | 1       | -        | 1       |
| VEU Feldkirch             | 1       | 2       | -        |         |
| EHC Lustenau              | 3       | 3       | -        | 2       |
| ECDC Memmingen            |         |         | 4        |         |
| EV Lindau                 |         |         | 3        |         |

### Vorarlberger U13-Meisterschaft
| Team          | 2015/16 | 2016/17 | 2017/18 | 2018/19 | 2019/20                                              |
| ------------- | ------- | ------- | ------- | ------- | ---------------------------------------------------- |
| Dornbirner EC | 1       | 1       | 3       | 2       | Aufgrund der Corona-Krise wurde die Liga abgebrochen |
| VEU Feldkirch | 2       | 2       | 2       | 1       | Aufgrund der Corona-Krise wurde die Liga abgebrochen |
| EHC Lustenau  | 3       | 3       | 1       | 3       | Aufgrund der Corona-Krise wurde die Liga abgebrochen |
| EHC Montafon  |         |         | 4       | 5       | Aufgrund der Corona-Krise wurde die Liga abgebrochen |
| SC Hohenems   |         |         | 5       | 6       | Aufgrund der Corona-Krise wurde die Liga abgebrochen |
| EV Lindau     |         |         |         | 4       | Aufgrund der Corona-Krise wurde die Liga abgebrochen |

In den Nachwuchsmeisterschaften werden keine Playoffs gespielt.
*nicht ausgetragen

## Kunsteisbahnen in Vorarlberg
Übersicht über die derzeit vorhandenen Kunsteisbahnen in Vorarlberg:
| Nr | Name                       | Ort        | GPS               | Baujahr | Zuschauerkapazität |
| -- | -------------------------- | ---------- | ----------------- | ------- | ------------------ |
| 1  | Eislaufplatz Hard          | Hard       | 47.48895, 9.68004 | 2004    | 1.500              |
| 2  | Rheinhalle Lustenau        | Lustenau   | 47.42802, 9.67339 | 1972    | 2.200              |
| 3  | Vorarlberghalle            | Feldkirch  | 47.24066, 9.58783 | 1977    | 5.200              |
| 4  | Messestadion Dornbirn      | Dornbirn   | 47.4075, 9.71111  | 1999    | 4.270              |
| 5  | Kunsteisbahn im Herrenried | Hohenems   | 47.37152, 9.67809 | 1981    | 1.200              |
| 6  | Arena Dornbirn             | Dornbirn   | 47.41296, 9.72754 |         | 300                |
| 7  | Gastra Rankweil            | Rankweil   | 47.27136, 9.64927 |         | 300                |
| 8  | Aktivpark Montafon         | Tschagguns | 47.07125, 9.91515 | 1970    | 500                |